# Messier 87
Galaxia eliptică M87 (cunoscută și ca Galaxia Virgo A, Virgo A, Messier 87, M87, sau NGC 4486) este o radiogalaxie ce face parte din constelația Fecioarei.

## Structură

### M87*, gaura neagră centrală

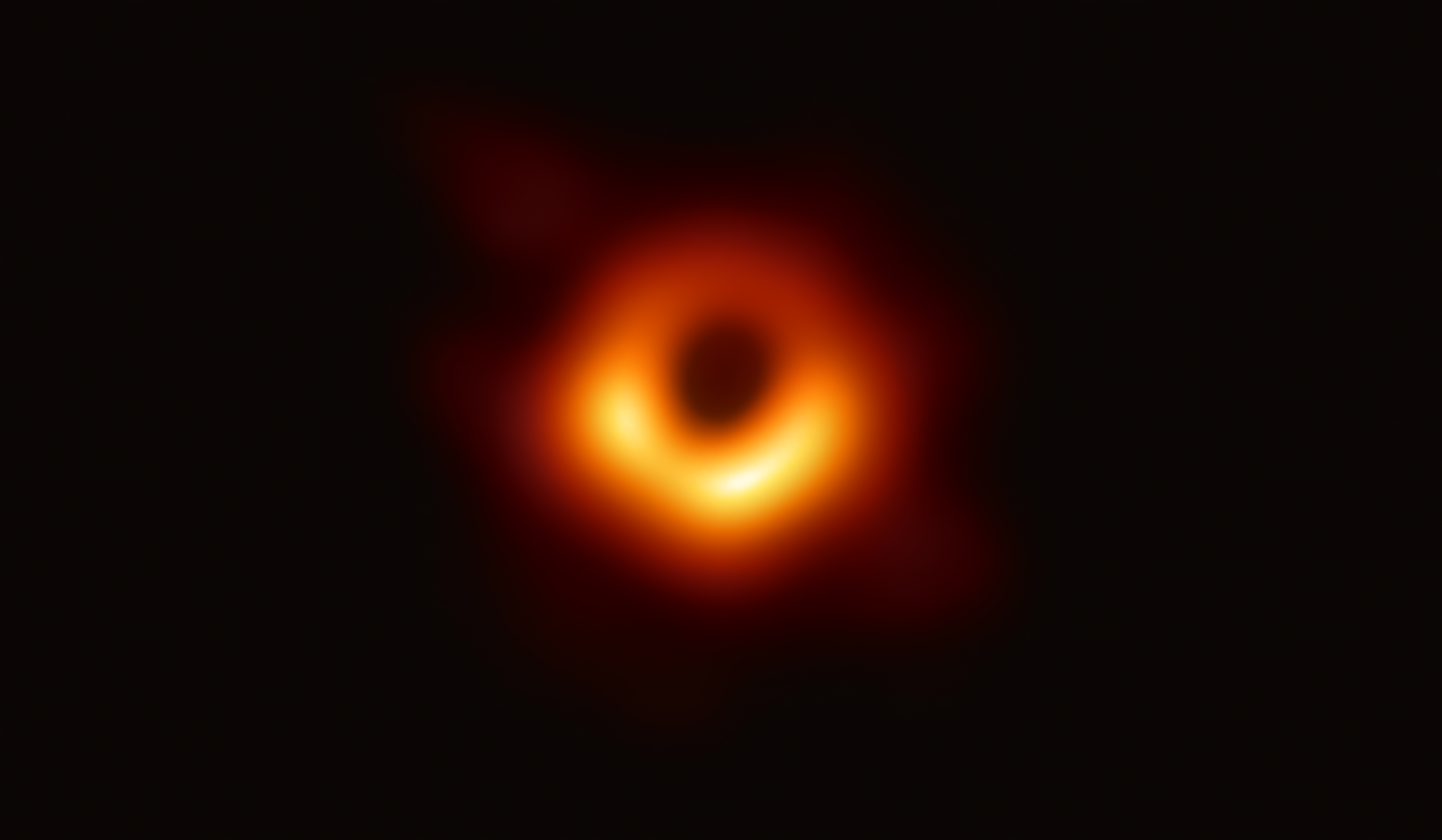
Imaginea găurii negre supermasive M87* și a discului de acreție.

În centrul acestei galaxii se află o gaură neagră supermasivă (TNSM), denumită M87*, a cărei masă este estimată la 6,5 miliarde de mase solare. Este una dintre masele cele mai importante pentru acest tip de obiecte. Diametrul său este de 38 de miliarde de kilometri adică 254 ua sau 1,5 zi-lumină, sau încă de circa 3 ori diametrul orbitei medii a lui Pluto.
În jurul acestei găuri negre se află un disc de acreție de gaz ionizat, care este orientat perpendicular pe jet. Acest gaz orbitează în jurul găurii negre  cu vitezemergând până la 1.000 km⋅s-1. 